# Jan Sierada

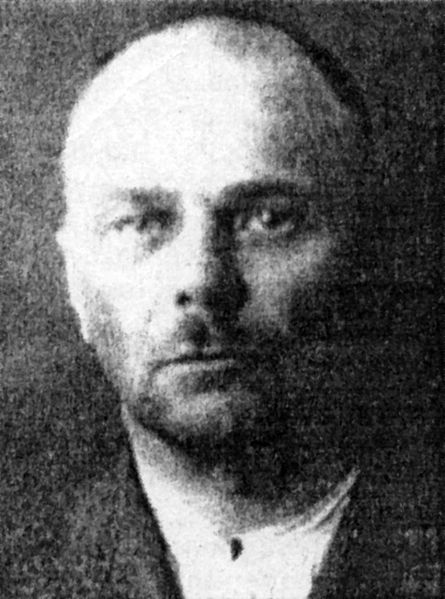
Jan Sierada

Jan Sierada (* 1. Mai 1879 in Sadsweja, Weißrussland; † nach dem 19. November 1943) war ein weißrussischer Politiker und der erste Präsident der Weißrussischen Volksrepublik. 

## Biografie
Jan Sierada wurde in Sadsweja geboren, einem Ort im heutigen Rajon Baranawitschy in Belarus. Sein Vater war Priester. 1903 absolvierte er ein Warschauer Veteraneninstitut und wurde 1905 in die Russische Armee eingezogen, wodurch er auch im Russisch-Japanischen Krieg diente. Später trat Sierada der Belarussischen Sozialistischen Hramada bei. Von 1907 bis 1911 arbeitete er als Lehrer an einer Agrarschule und als Tierarzt.
Nach seinem Einsatz an der Front im Ersten Weltkrieg begann er sich in der belarussischen Unabhängigkeitsbewegung zu engagieren. Kurz darauf beteiligte Sierada sich an der Gründung der Weißrussischen Volksrepublik und trat der Rada BNR bei. 1918 wurde er zum Präsidenten der neugegründeten Republik gewählt. Mit der Ablösung der Volksrepublik durch die Weißrussische Sozialistische Sowjetrepublik arbeitete Sierada im Landwirtschaftsministerium.
Im Zuge der stalinistischen Säuberungen wurde er am 4. Juli 1930 vom NKWD aufgrund seiner nationalistischen Aktivitäten verhaftet und zu fünf Jahren Gefängnis verurteilt. Am 9. Juli 1935 wurde er freigelassen und am 27. Dezember 1941 erneut zu 10 Jahren Gefängnis verurteilt. Er wurde jedoch frühzeitig entlassen und seine Todesumstände gelten als unklar.